# Al-Kuwait SC Stadium
Das Al Kuwait Kaifan Stadium ist ein Fußballstadion mit Leichtathletikanlage im Stadtteil Kaifan der kuwaitischen Hauptstadt Kuwait. Es ist die Heimspielstätte des Fußballclubs al Kuwait SC. Die Anlage bietet Platz für 18.500 Zuschauer. 1974 war es Austragungsort des 3. Golfpokals. Die kuwaitische Fußballnationalmannschaft spielt während der Qualifikation für die Weltmeisterschaft 2010 in Stadion in Kaifan. Im November 2009 fand das Finale des AFC Cups 2009 zwischen dem al Kuwait SC und al-Karama aus Syrien statt.